# Manolo Escobar
Manolo Escobar, nom artístic de Manuel García Escobar (Las Norias de Daza, El Ejido, Almeria, 19 d'octubre de 1931 - Benidorm, 24 d'octubre de 2013), cantant de copla que també va treballar d'actor a pel·lícules folklòriques espanyoles. Entre els seus èxits, destaquen "El Porompompero", "Mi carro" (1969), "La minifalda" o "Y viva España", aquesta última del compositor Leo Caerts.

## Biografia
Va ser el cinquè dels deu fills d'Antonio García i María del Carmen Escobar (a la qual li va dedicar la cançó "Madrecita María del Carmen"). Escobar va deixar de banda la tradició camperola de la seva família per a dedicar-se primer a l'hostaleria i després a la música (ràpidament va ser conegut com el trobador de la comarca). Al seu bar va conèixer a un mestre republicà retirat, el qual el va educar musicalment.
El 1946, a punt de complir els 15 anys va emigrar a Badalona amb dos dels seus germans, Salvador i Baldomero. A Badalona hi va treballar com a aprenent de diversos oficis. Els vespres i els dies de verbena es va iniciar a la faràndula, amb actuacions a les zones ravaleres de Barcelona i Badalona, juntament amb els seus dos germans, fent servir el nom de “Manolo Escobar y sus Guitarras".
Serà l'any 1962 quan Manolo Escobar comenci a ser un nom popular de la cançó espanyola amb les coples del mestre Solano, el seu debut als teatres més prestigiosos de Madrid i Barcelona, i l'estrena de la seva primera pel·lícula, "Los guerrilleros", rodada a Arcos de la Frontera (Cadis).
Va enamorar-se de l'alemanya Anita Marx Schiffer, la qual no sabia parlar espanyol (tampoc Manolo sabia parlar l'alemany). Set mesos després de conèixer-se, es van casar a Colònia. Anita Marx esdevindria la seva parella de tota la vida.
Pare d'una filla adoptada, Vanessa (a la qual va dedicar la cançó "Mi pequeña flor") i molt lligat a la ciutat alacantina de Benidorm on a principis dels 90 va fixar la seva residència al xalet "Porompompero", al qual va posar aquest nom perquè va poder construir-lo mercès als guanys reportats per la famosa cançó d'aquest títol.
La seva carrera professional inclou 80 discos entre LP's i singles, 24 discos d'or i una casset de platí. També va protagonitzar més de 20 pel·lícules de temàtica musical. La discogràfica Belter li entregà 24 discos d'or, però segons les vendes, n'hauria d'haver rebut més de 40. El seu disc més venut va ser "Y Viva España", del qual va vendre 6 milions de còpies originals (10 milions en posteriors reedicions oficials). Va ser el disc més venut de la història de la música d'Espanya des del 1973 fins al 1992.
El 2010, va fer públic que patia un càncer colorectal i que estava seguint quimioteràpia per frenar la malaltia. Tot i això, continuà de gira amb tres espectacles: "De Manolo a Escobar", on repassava tota la seva trajectòria professional; "Manolo Escobar y la Banda de tu Pueblo", on cantava les seves cançons amb les bandes de música dels pobles on actuava; i les "Galas", on actuava amb els seus músics habituals. Malgrat el tractament, Escobar va patir una recaiguda a mitjans d'octubre de 2013, traspassant a Benidorm el 24 d'octubre del mateix any.

## Reconeixements i homenatges
El 2013 va rebre la Medalla al treball President Macià en reconeixement de la seva trajactòria.
En el 2014, l'Ajuntament de Badalona va instal·lar al passeig de La Salut de la ciutat una estàtua en homenatge seu, ubicada justament al primer indret a on la família d'Escobar va viure quan va arribar a la ciutat des d'Almeria, una figura de bronze d'1,75 metres d'alçada i de 250 quilograms.

## Discografia
- Espigas y Amapolas (1964)
- El ángel de la guarda (1965)
- Aquel hijo (1966)
- Mi novia (1968)
- Canciones de sus películas (1969)
- Brindis (1969)
- Sevillanas de Oro (1971)
- Entre dos amores (1972)
- Grandes Exitos (1973)
- Me has hecho perder el juicio (1973)
- Y viva España (1973)
- ¡Ay, caridad! (1974)
- Cada lágrima tuya (1974)
- Cuando los niños vienen de Marsella (1974)
- Madrecita María del Carmen (1974)
- Eva que hace ese hombre en tu cama (1975)
- Qué guapa estás (1975)
- Niña Bonita (1976)
- Selección Antologica del Cancionero Español (1976)
- La mujer es un buen negocio (1977)
- Calor (1977)
- Mis mejores canciones (1977)
- Préstemela esta noche (1978)
- Donde hay patrón (1978)
- Labrador (1978)
- Alejandra Mon Amour (1979)
- Mi pequeña flor (1979)
- Amores (1980)
- Manolo, siempre Manolo (1981)
- Mi pequeña flor, Vanessa - especial Rack (1981)
- Donde estará mi niño (1981)
- Los grandes pasodobles cantados (1982)
- Papá te quiero mucho (1982)
- Coraje (1983)
- Sevilla casi ná (1984)
- Miel de Amores (1985)
- Éxitos de ayer y hoy (1985)
- Vive la vida (1986)
- Suspiros de España (1987)
- 30 aniversario (1988)
- Por pasodobles, por sevillanas (1989)
- Rumba pa ti (1990)
- Qué bonita eres (1991)
- Tango, tango (1992)
- Tiempo al tiempo (1994)
- Tiempo de navidad (1995)
- Con mi acento (1996)
- Aromas (1997)
- Contemporáneo (1999)
- Grandes exitos (1999)
- De puerto en puerto (2000)
- Manolo Escobar (2002)

## Filmografia
| Títol                                                               | Any  | Director                   |
| ------------------------------------------------------------------- | ---- | -------------------------- |
| Los guerrilleros                                                    | 1963 | Pedro Luis Ramírez         |
| Mi canción es para ti                                               | 1965 | Ramón Torrado              |
| Un beso en el puerto                                                | 1965 | Ramón Torrado              |
| El padre Manolo                                                     | 1966 | Ramón Torrado              |
| Pero... ¿en qué país vivimos?                                       | 1967 | José Luis Sáenz de Heredia |
| Relaciones casi públicas                                            | 1968 | José Luis Sáenz de Heredia |
| Juicio de faldas.                                                   | 1969 | José Luis Sáenz de Heredia |
| En un lugar de la Manga                                             | 1970 | Mariano Ozores             |
| Me debes un muerto                                                  | 1971 | José Luis Sáenz de Heredia |
| La casa de los Martínez                                             | 1971 | Agustín Navarro            |
| Entre dos amores.                                                   | 1972 | Luis Lucía                 |
| Me has hecho perder el juicio                                       | 1973 | Juan de Orduña             |
| Cuando los niños vienen de Marsella                                 | 1974 | José Luis Sáenz de Heredia |
| Eva, ¿qué hace ese hombre en tu cama? (Que bravas son las solteras) | 1975 | Tulio Demicheli            |
| La mujer es un buen negocio                                         | 1976 | Valerio Lazarov            |
| Préstamela esta noche                                               | 1978 | Tulio Demicheli            |
| Donde hay patrón...                                                 | 1978 | Mariano Ozores             |
| Alejandra, mon amour                                                | 1979 | Julio Saraceni             |
| ¿Dónde estará mi niño?                                              | 1980 | Luis María Delgado         |
| Todo es posible en Granada                                          | 1982 | Rafael Romero Marchent     |